# IC 623
IC 623 је спирална галаксија у сазвјежђу Секстант која се налази на листи објеката дубоког неба у Индекс каталогу.
Деклинација објекта је + 3° 33' 30" а ректасцензија 10h 35m 21,0s. Привидна величина (магнитуда) објекта IC 623 износи 14,2 а фотографска магнитуда 15,0. IC 623 је још познат и под ознакама UGC 5748, MCG 1-27-17, CGCG 37-85, PGC 31356.